# Gustav Ernesaks
Gustav Ernesaks (Perila (comtat d'Harju, Estònia), 12 de desembre, 1908 - Tallinn, 24 de gener, 1993), va ser un compositor i mestre de cor estonià.

## Biografia
Gustav Ernesaks es va graduar al Conservatori de Tallinn amb una llicenciatura en educació musical per Juhan Aavik (1931) i composició per Artur Kapp (1934). Després va treballar com a professor de música a diverses escoles de Tallinn. De 1937 a 1941 va ser professor al Conservatori de Tallinn.
Durant la Segona Guerra Mundial, Ernesaks va participar en conjunts d'art estatals soviètics a Yaroslavl. El 1944 va fundar el que més tard esdevingué el Cor Nacional Masculí d'Estònia (Eesti Rahvusmeeskoor – RAM), del qual va romandre com a director artístic fins a la seva mort el 1993. El 1945 va esdevenir professor de direcció coral al Conservatori de Tallinn.

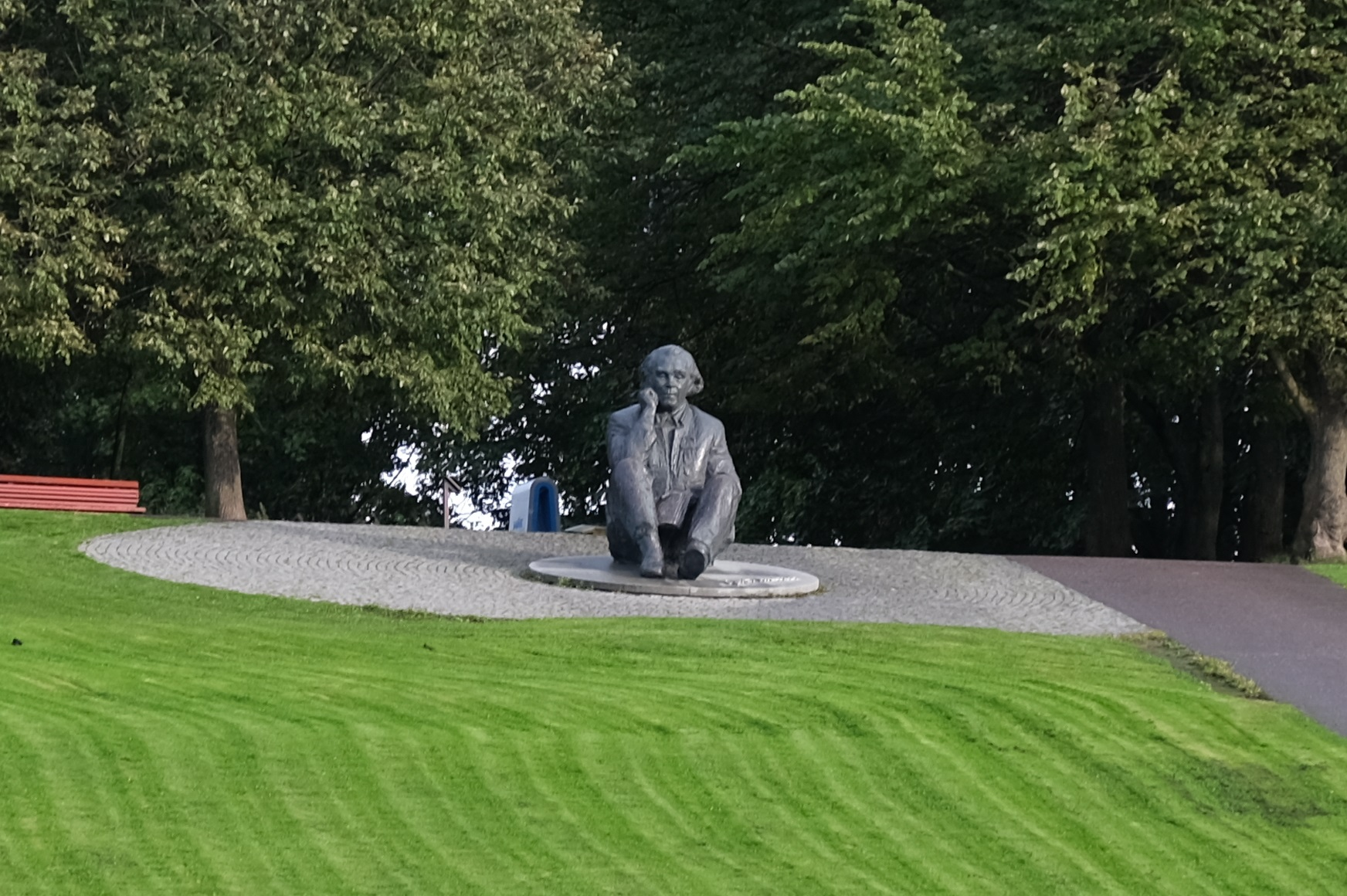
Monument a Gustav Ernesaks a la plaça dels cantants de Tallinn

Gustav Ernesaks va ser un dels organitzadors dels grans festivals de la cançó d'Estònia. Durant l'època soviètica d'Estònia, es va convertir en una de les figures principals més populars de la societat estònia, sense, però, assumir un paper obertament d'oposició. Alguns, però, el descriuen com un pioner de la revolució del cant a Estònia. L'any 2004 es va inaugurar un monument a Gustav Ernesaks a l'escenari dels cantants de Tallinn.

## Obra
L'obra de Gustav Ernesak és molt extensa. La majoria de les peces són cançons per a cor, inclosa la nacionalista Mu isamaa on minu arm (La meva pàtria és el meu amor) basada en un text de Lydia Koidula. Es va convertir en una de les cançons centrals de l'autoafirmació estoniana sota l'ocupació soviètica. Les seves obres inclouen cinc òperes i moltes altres obres que s'han representat àmpliament a Estònia. Ernesaks també va escriure la música de l'himne de la RSS d'Estònia.